# Hellerud

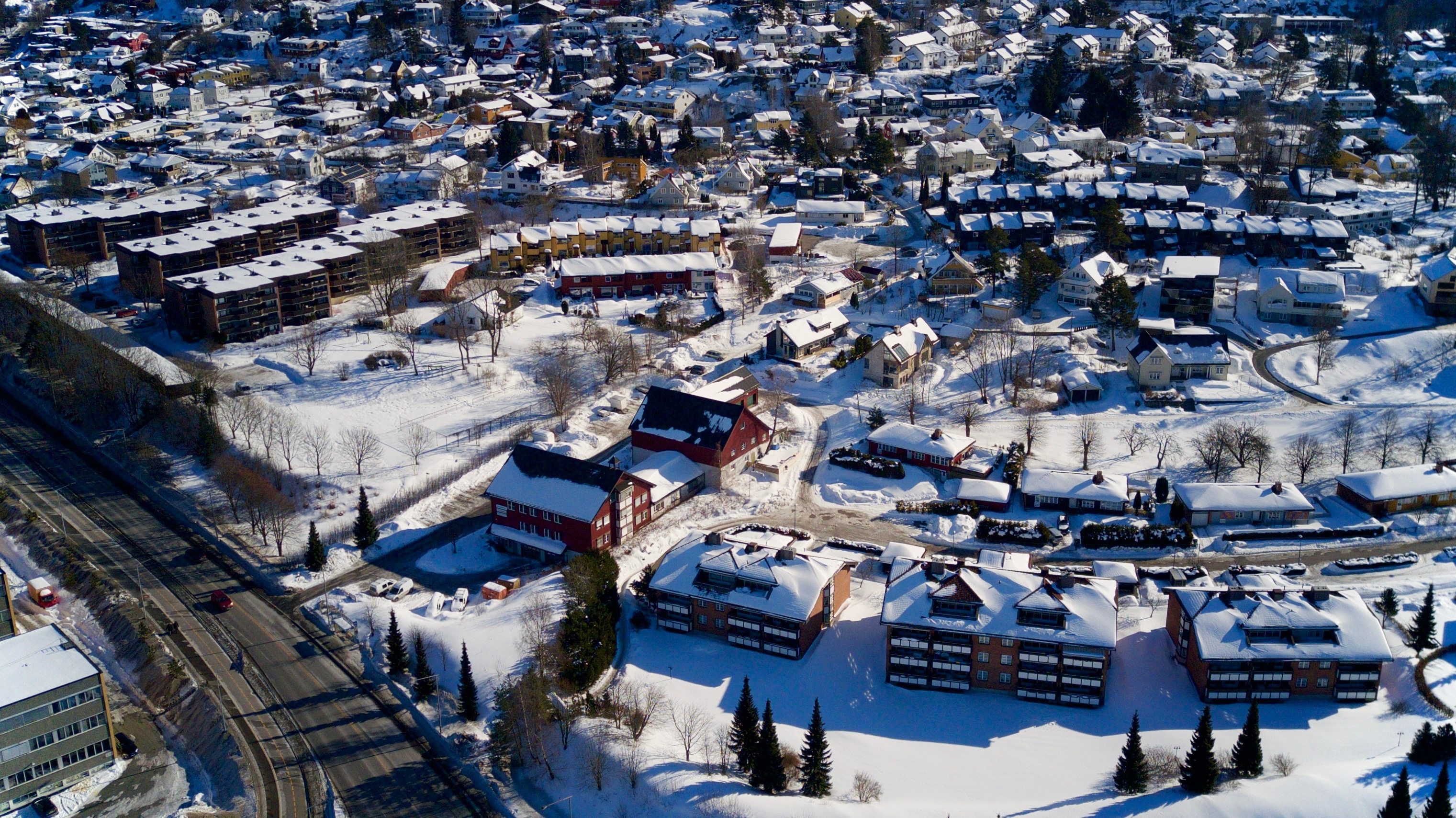
Blick auf Hellerud

Hellerud ist ein Stadtviertel in der norwegischen Hauptstadt Oslo. Das Wohnviertel liegt im Stadtteil Alna.

## Lage
Hellerud liegt östlich des Osloer Stadtzentrums an der Südgrenze des Stadtteils Alna. Das Stadtviertel wird im Osten durch die Østmarka, einem Waldgebiet im Osten der Stadt, begrenzt. An Hellerud angrenzende Stadtviertel sind Tveita im Westen, Trasop im südlichen Nachbarstadtteil Østensjø und Haugerud im Norden.

## Geschichte
Das Stadtviertel wurde nach dem Hof Nordre Hellerud benannt. Zu Beginn des 20. Jahrhunderts wurden erste Einfamilienhäuser auf dem Grund des Hofes erbaut. Es folgte in den 1920er- und 1930er-Jahren die Ausweisung größerer Areale als Wohngebiet. Im Jahr 1926 wurde mit der Østensjøbanen eine Verkehrsanbindung per Vorstadtbahn geschaffen. Das Oslo Bolig- og Sparelag (OBOS) errichtete in den Jahren 1948 und 1949 insgesamt 29 Doppelhäuser in Hellerud. In den 1990er-Jahren wurde unter dem Stadtviertel hindurch der Eisenbahntunnel Romeriksporten für die Bahnlinie Gardermobanen gebaut. Bei den Bauarbeiten traten zahlreiche Probleme auf, unter anderem da Grundwasser in den Tunnel eindrang und der Wasserstand in einigen nahegelegenen Seen stark abfiel. Durch die Bauarbeiten kam es auch zu Schäden an Gebäuden in Hellerud.
Zwischen 1988 und 2003 war Hellerud ein eigener Stadtteil. Im Rahmen einer Reform der Osloer Stadtteile ging Hellerud am 1. Januar 2004 weitgehend im neu gebildeten Stadtteil Alna auf. Das Stadtviertel Trasop, das ebenfalls zum Stadtteil Hellerud gehörte, wurde Teil von Østensjø. Der Stadtteil Hellerud hatte zuletzt 16.008 Einwohner auf einer Fläche von 6,1 km².

## Verkehr
Im Jahr 1967 wurde etwas westlich des eigentlichen Stadtviertels Hellerud die U-Bahn-Station Hellerud eröffnet. An der U-Bahn-Station Hellerud verkehren die Osloer U-Bahn-Linien 2 und 3. Die U-Bahn-Station wurde von 2009 bis 2010 saniert.